# Thích ba lá
Thích ba lá hay còn gọi phong tro (danh pháp khoa học: Acer negundo) là một loài thực vật có hoa trong họ Bồ hòn. Loài này được Carl von Linné mô tả khoa học đầu tiên năm 1753.

## Hình ảnh

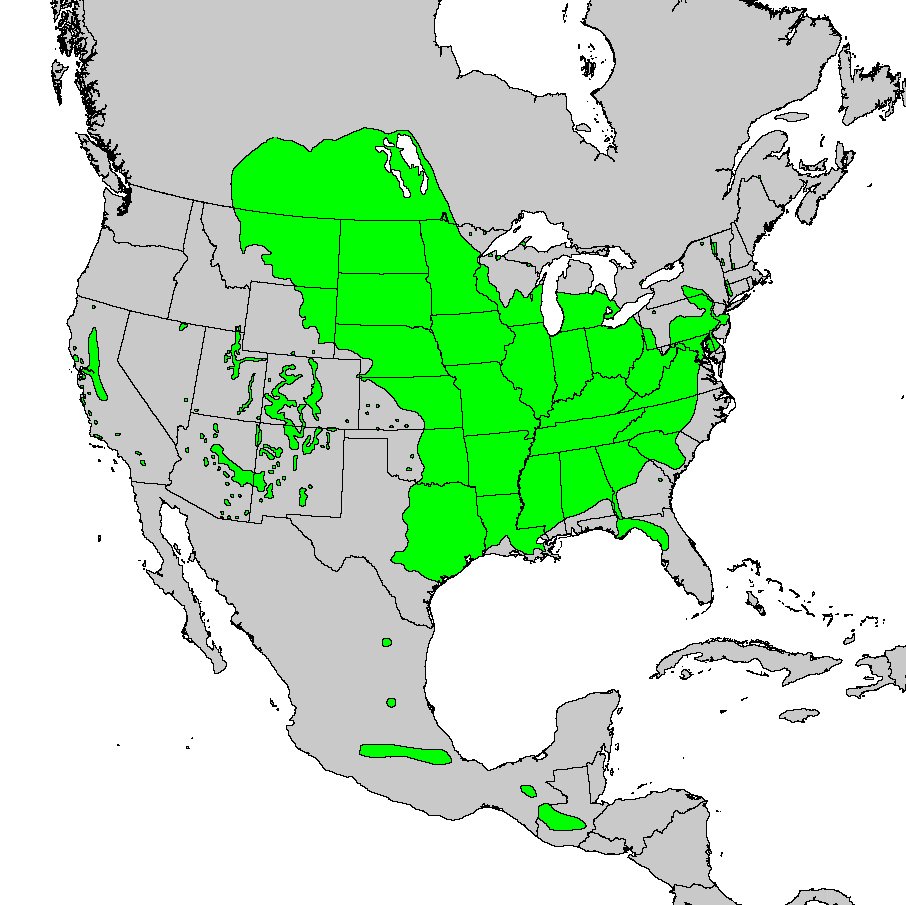
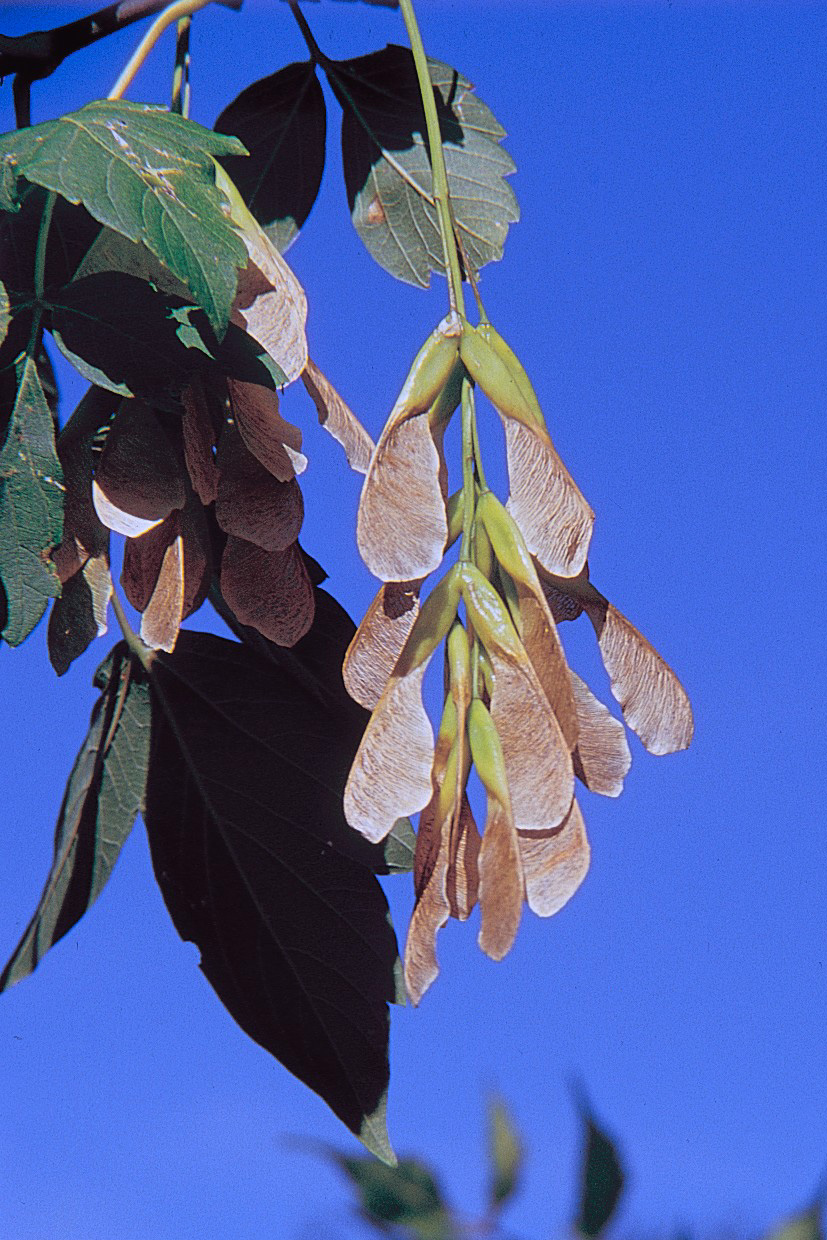
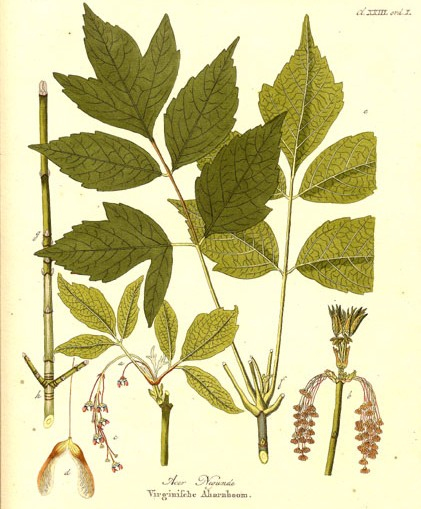
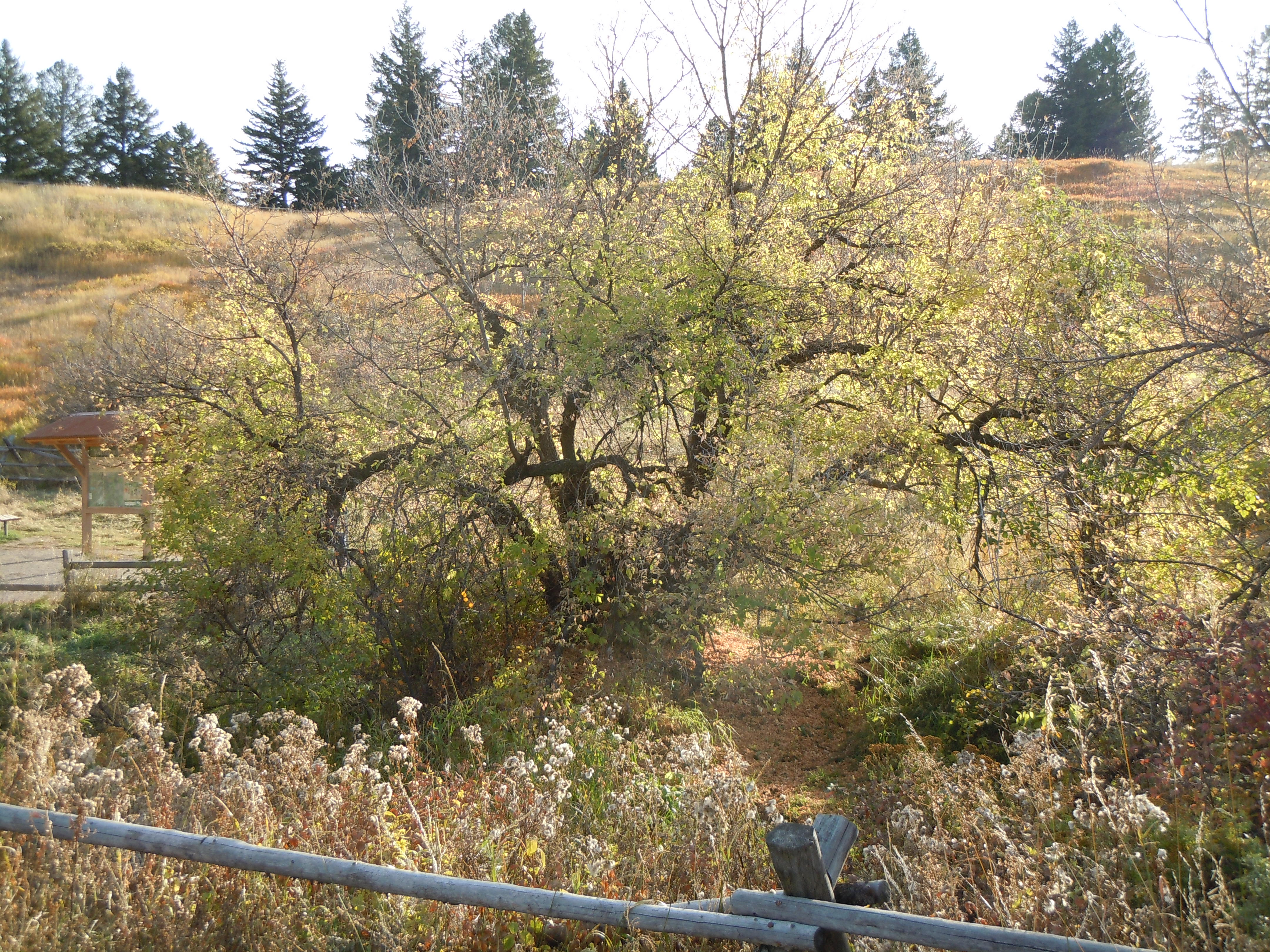